# Eis am Stiel 6 – Ferienliebe
Eis am Stiel 6 – Ferienliebe ist der sechste Film in der israelischen Filmreihe Eis am Stiel, diesmal unter der Regie von Dan Wolman. Yiftach Katzur und Zachi Noy sind wiederum in ihren angestammten Rollen zu sehen, Jonathan Sagall ist nicht mit von der Partie.

## Handlung
Nachdem Johnny vom wütenden Vater seiner Freundin verfolgt worden ist, heuert er gemeinsam mit Benny auf einem Kreuzfahrtschiff als Matrose an. Ärger mit den weiblichen Passagieren ist während der Fahrt nach Venedig schon vorprogrammiert. Benny möchte die auf dem Schiff mitreisende  Dana näher kennenlernen, die jedoch einen Freund hat, der wesentlich älter ist als sie. Als er Bennys Avancen bemerkt, macht er dem jungen Mann das Leben auf dem Schiff zur Hölle. 
Hinweis: In diesem Teil spielt Jonathan Sagall aufgrund von Unstimmigkeiten nicht mit. Seine Rolle wird nur in einer Rückblende aus einem der älteren Teile eingefügt. Die Erklärung im Film ist, dass Bobby gerade in den USA sei.

## Kritik
Das Lexikon des internationalen Films befand, der Film sei ein „pubertäres Sex- und Liebesabenteuer“ und die Filmreihe sei mit ihm „endgültig zum Softporno verkommen“.